# Gu Jun
Gu Jun (chinesisch 顾俊, Pinyin Gù Jùn, * 3. Januar 1975 in Wuxi, Jiangsu) ist eine ehemalige chinesische Badmintonspielerin und Olympiasiegerin.

## Karriere
Gu Jun gewann vier Goldmedaillen im Doppel bei Asienmeisterschaften: 1994 in Shanghai, 1995 in Peking, 1998 in Bangkok und 1999 in Kuala Lumpur. 1997 gewann sie dazu noch den Sudirman Cup mit der chinesischen Nationalmannschaft. Bei den Badmintonweltmeisterschaften im selben Jahr in Glasgow gewann Gu ebenfalls die Goldmedaille im Doppel. 1999 in Kopenhagen konnte sie den Weltmeistertitel verteidigen.
In ihrer Karriere nahm Gu Jun zweimal an Olympischen Spielen teil. Bei den Olympischen Sommerspielen 1996 in Atlanta gewann sie zusammen mit Ge Fei die Goldmedaille im Doppel. Im Finale schlugen sie die Südkoreanerinnen Gil Young-ah und Jang Hye-ock mit 15:5 und 15:5. In Sydney, bei den Olympischen Sommerspielen 2000, konnte Gu Jun zusammen mit Ge Fei das Olympiagold verteidigen.
Gu Jun wurde von Tang Xuehua trainiert.

## Sportliche Erfolge
| Saison | Veranstaltung       | Disziplin   | Platz | Name                   |
| ------ | ------------------- | ----------- | ----- | ---------------------- |
| 1993   | Wimbledon Open      | Damendoppel | 1     | Ge Fei / Gu Jun        |
| 1993   | Thailand Open       | Damendoppel | 1     | Ge Fei / Gu Jun        |
| 1994   | Singapur Open       | Damendoppel | 1     | Ge Fei / Gu Jun        |
| 1994   | China Open          | Damendoppel | 1     | Ge Fei / Gu Jun        |
| 1994   | Malaysia Open       | Damendoppel | 1     | Ge Fei / Gu Jun        |
| 1994   | Asienmeisterschaft  | Damendoppel | 1     | Ge Fei / Gu Jun        |
| 1994   | Thailand Open       | Damendoppel | 1     | Ge Fei / Gu Jun        |
| 1994   | Asienspiele         | Damendoppel | 3     | Ge Fei / Gu Jun        |
| 1995   | Asienmeisterschaft  | Damendoppel | 1     | Ge Fei / Gu Jun        |
| 1995   | Thailand Open       | Damendoppel | 2     | Ge Fei / Gu Jun        |
| 1995   | Singapur Open       | Damendoppel | 1     | Ge Fei / Gu Jun        |
| 1995   | China Open          | Damendoppel | 1     | Ge Fei / Gu Jun        |
| 1995   | Indonesia Open      | Damendoppel | 1     | Ge Fei / Gu Jun        |
| 1995   | Japan Open          | Damendoppel | 1     | Ge Fei / Gu Jun        |
| 1996   | All England         | Damendoppel | 1     | Ge Fei/Gu Jun          |
| 1996   | World Cup           | Damendoppel | 1     | Ge Fei / Gu Jun        |
| 1996   | Japan Open          | Damendoppel | 2     | Ge Fei / Gu Jun        |
| 1996   | Olympia             | Damendoppel | 1     | Ge Fei / Gu Jun        |
| 1996   | Chinese Taipei Open | Damendoppel | 1     | Ge Fei / Gu Jun        |
| 1997   | Japan Open          | Damendoppel | 1     | Ge Fei / Gu Jun        |
| 1997   | Korea Open          | Damendoppel | 1     | Ge Fei / Gu Jun        |
| 1997   | China Open          | Damendoppel | 1     | Ge Fei / Gu Jun        |
| 1997   | All England         | Mixed       | 3     | Chen Xingdong / Gu Jun |
| 1997   | World Cup           | Damendoppel | 1     | Ge Fei / Gu Jun        |
| 1997   | Swiss Open          | Damendoppel | 1     | Ge Fei / Gu Jun        |
| 1997   | Weltmeisterschaft   | Damendoppel | 1     | Gu Jun / Ge Fei        |
| 1997   | Malaysia Open       | Damendoppel | 1     | Ge Fei / Gu Jun        |
| 1997   | Singapur Open       | Damendoppel | 1     | Ge Fei / Gu Jun        |
| 1997   | All England         | Damendoppel | 1     | Ge Fei/Gu Jun          |
| 1998   | Swiss Open          | Damendoppel | 1     | Ge Fei / Gu Jun        |
| 1998   | Asienspiele         | Damendoppel | 1     | Ge Fei / Gu Jun        |
| 1998   | Asienmeisterschaft  | Damendoppel | 1     | Ge Fei / Gu Jun        |
| 1998   | Japan Open          | Damendoppel | 1     | Ge Fei / Gu Jun        |
| 1998   | All England         | Damendoppel | 1     | Ge Fei/Gu Jun          |
| 1998   | Singapur Open       | Damendoppel | 1     | Ge Fei / Gu Jun        |
| 1999   | Asienmeisterschaft  | Damendoppel | 1     | Ge Fei / Gu Jun        |
| 1999   | Malaysia Open       | Damendoppel | 1     | Ge Fei / Gu Jun        |
| 1999   | Japan Open          | Damendoppel | 1     | Ge Fei / Gu Jun        |
| 1999   | Weltmeisterschaft   | Damendoppel | 1     | Gu Jun / Ge Fei        |
| 1999   | China Open          | Damendoppel | 1     | Ge Fei / Gu Jun        |
| 2000   | Japan Open          | Damendoppel | 2     | Ge Fei / Gu Jun        |
| 2000   | Olympia             | Damendoppel | 1     | Ge Fei / Gu Jun        |
| 2000   | Thailand Open       | Damendoppel | 1     | Ge Fei / Gu Jun        |
| 2000   | All England         | Damendoppel | 1     | Ge Fei / Gu Jun        |